# Persefona
Persefona (în greacă veche Περσεφόνη, „Cea care curmă lumina”) este, în mitologia greacă, zeița care stăpânește în timpul iernii, alături de Hades, lumea umbrelor, fiind însă în timpul verii și zeița fertilității. Era fiica lui Zeus și a Demetrei.  În mitologia romană, Persefona este venerată sub numele de Proserpina. 
Legenda ei spune că stă în infern cu Hades, stăpânitorul lumii de dincolo. Acolo trebuie să rămână timp de 6 luni pe an, mai precis toamna și iarna. Fiind rugat de Demetra, Zeus a acceptat ca Persefona să stea în infern numai jumătate din an, însemnând perioada rece a anului, când Demetra pleacă de pe Olimp și recoltele se veștejesc. Când vine primăvara și Persefona se întoarce din Infern, natura reînvie și vegetația devine din nou verde. 
Persefona era considerată o zeiță a naturii iar, împreună cu mama sa, Demetra, îngloba o figură centrală în cultul misterelor din Eleusis. Conform credințelor orfice, Persefona este mama lui Dionis, acesta fiind sincretizat cu Zagreus.

## Epitete
- Despoina, „Iubita” sau „Stăpâna casei” în Arcadia
- Kore, însemnând „fată” sau „fecioară”
- Aristi cthonia, însemnând „cea mai bună dintre htonici”
- Neotera, însemnând „cea tânără” (epitet folosit în Eleusina)
- Melindia sau Melinoia (meli - miere), ca soție a lui Hades, în Ermioni

## Mitologie

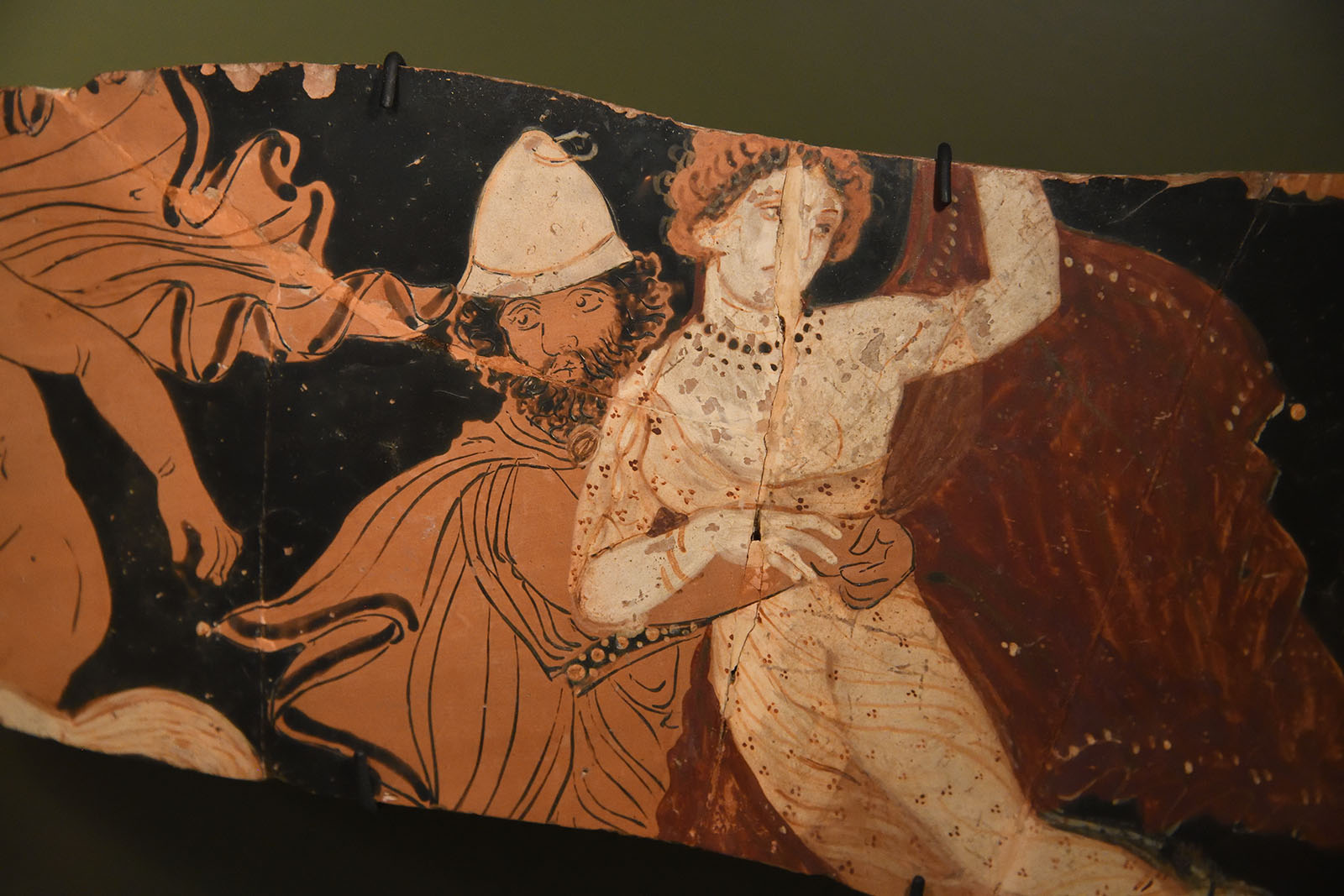
Ceramică ilustrând răpirea Persefonei de către Hades
(350-325 î.Hr.)</br>

Legenda despre Persefona începe atunci când Hades, zeul infernului, s-a îndrăgostit de frumoasa fiică a lui Zeus și a Demetrei. Știind că Demetra, zeița culturii și a roadelor câmpului, mama Persefonei, nu va fi niciodată de acord cu o căsătorie, Hades a cerut-o de soție lui Zeus. Neputând să-și refuze propriul frate, acesta a consimțit la căsătoria dintre Hades și Persefona, cu condiția ca Hades însuși să o poată duce în regatul său pe fată (Kore, adică fata, care este și numele ei inițial), știind prea bine că Persefona este păzită cu mare atenție de mama ei, Demetra.
Într-o zi, pe când culegea împreună cu oceanidele flori la poalele Nysei, Persefona a fost răpită de Hades și dusă în Infern. Romanii menționează Enna, pe insula siciliană, drept locul răpirii. Demetra a fost însă atât de disperată de dispariția fiicei sale iubite încât a părăsit Olimpul și timp de nouă zile a lăsat să se veștejească întreaga vegetație care era sub oblăduirea ei. Într-un târziu, Zeus a fost nevoit să-i destăinuie prin Hecate lui Demetra unde se află Persefona și să mijlocească un compromis cu Hades, devenit între timp soțul acesteia. Hermes este trimis de Zeus să o aducă înapoi pe pamânt pe Persefona. Acesta o reînmânează mamei ei. Deși eliberată din Infern, Persefona a rămas legată de lumea umbrelor, deoarece a apucat să mănânce acolo un sâmbure de rodie. Acest fapt i-a fost trădat lui Hades de către Ascalafos. În fiecare iarnă ea trebui deci să se întoarcă în Infern și să petreacă o treime a anului acolo. De aceea iarna este anotimpul deznădejdii Demetrei, cel în care vegetația moare.

### Adonis
Adonis era un tânăr muritor de o frumusețe rară. La nașterea sa, Afrodita îi înmânează bebelușul Persefonei ca să-l crească. Zeița lumii morților se îndrăgostește însă de băiat și refuză să-l înapoieze Afroditei. Zeița frumuseții i se plânge lui Zeus, Adonis ezitând în alegerea uneia dintre ele (indecizia Balanței). Zeus pronunță o sentință de echilibru și conciliere: Adonis urma să petreacă patru luni în Infern, patru luni cu Afrodita pe pământ, în păduri, și patru luni singur, în tihnă.
În alte versiuni, Adonis ajunge să o cunoască pe Persefona în Infern după ce este omorât de Ares.

### Minthe
Minthe era o nimfă naiadă a râului Cocytus care a devenit concubina lui Hades. Înnebunită de gelozie, Persefona o calcă pe tânără în picioare, transformând-o în frunze de mentă. Altă formă a poveștii o are pe Demetra omorând-o pe Minthe pentru dezonoarea adusă fiicei sale.

## Cultul

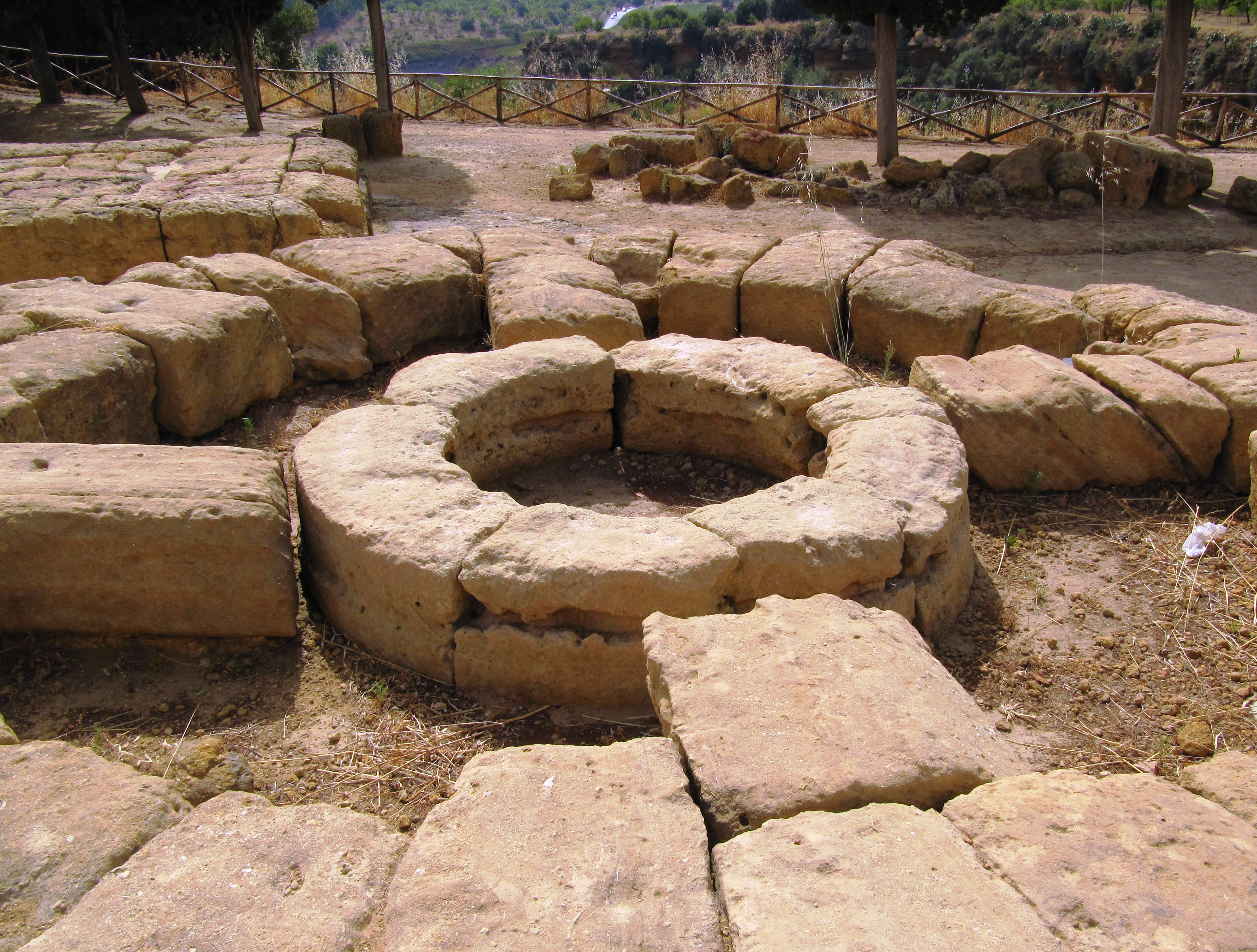
Sanctuarul Demetrei și al Korei din Agrigento, Sicilia

Cultul Persefonei e strâns legat de simbolica anotimpurilor denotată de legendă. Locurile principale de cult se află în Beoția, pe Peloponez și, la romani, în Sicilia. În misterele din Eleusis, legenda e interpretată în sensul unei doctrine despre nemurirea sufletului. Locul îi este dator Demetrei cu o venerație deosebită, deoarece ea aici le-a arătat oamenilor cum să-și cultive ogoarele, din recunoștință pentru ospitalitatea eleusinilor. Pe lângă Persefona și mama ei a fost sărbătorit mai târziu la Eleusis și Dionis, numit acolo Iachos, drept reprezentant al forței creatoare a naturii. Cultul eleusin s-a răspândit în toată lumea, urmele lui se găsesc și în Egipt.
În orfism, zeița se confundă în primul rând cu mama ei Demetra, dar și cu Hecate, Gaia, Rhea și Isis, fiind considerată o zeitate care stăpânește întreaga natură.

## În mitologie comparată
În mitologie comparată, miturile diferitelor culturi sunt comparate pentru a se descoperi paralele în dezvoltarea culturilor înrudite, în relațiile dintre entitățile cu funcții similare, în structurile narative din care fac parte, etc. Motivul fructului lumii de dincolo care o oprește pe Persefona să se întoarcă în lumea celor vii apare și în mitologia japoneză, unde Izanami nu mai poate părăsi lumea celor morți după ce a mâncat acolo. Un motiv similar apare în mitologiile anglo-saxone, unde muritorii nu mai pot părăsi lumea zânelor dacă mănâncă mâncarea acestora.

## Persefona în artele plastice
Ca stăpânitoare a lumii umbrelor, Persefona e reprezentată de obicei împreună cu Hades, pe un tron dublu, sau alături de mama sa, ca zeițe protectoare ale naturii. Atributele ei sunt făclia, simbol al inițierilor eleusine, și rodia.
În arta romană apare tema unirii Persefonei cu Dionis, ca Libera cu Liber. Alaiul lor nupțial, format din satiri și menade, se întâlnește des ca relief pe frontoanele sarcofagelor.

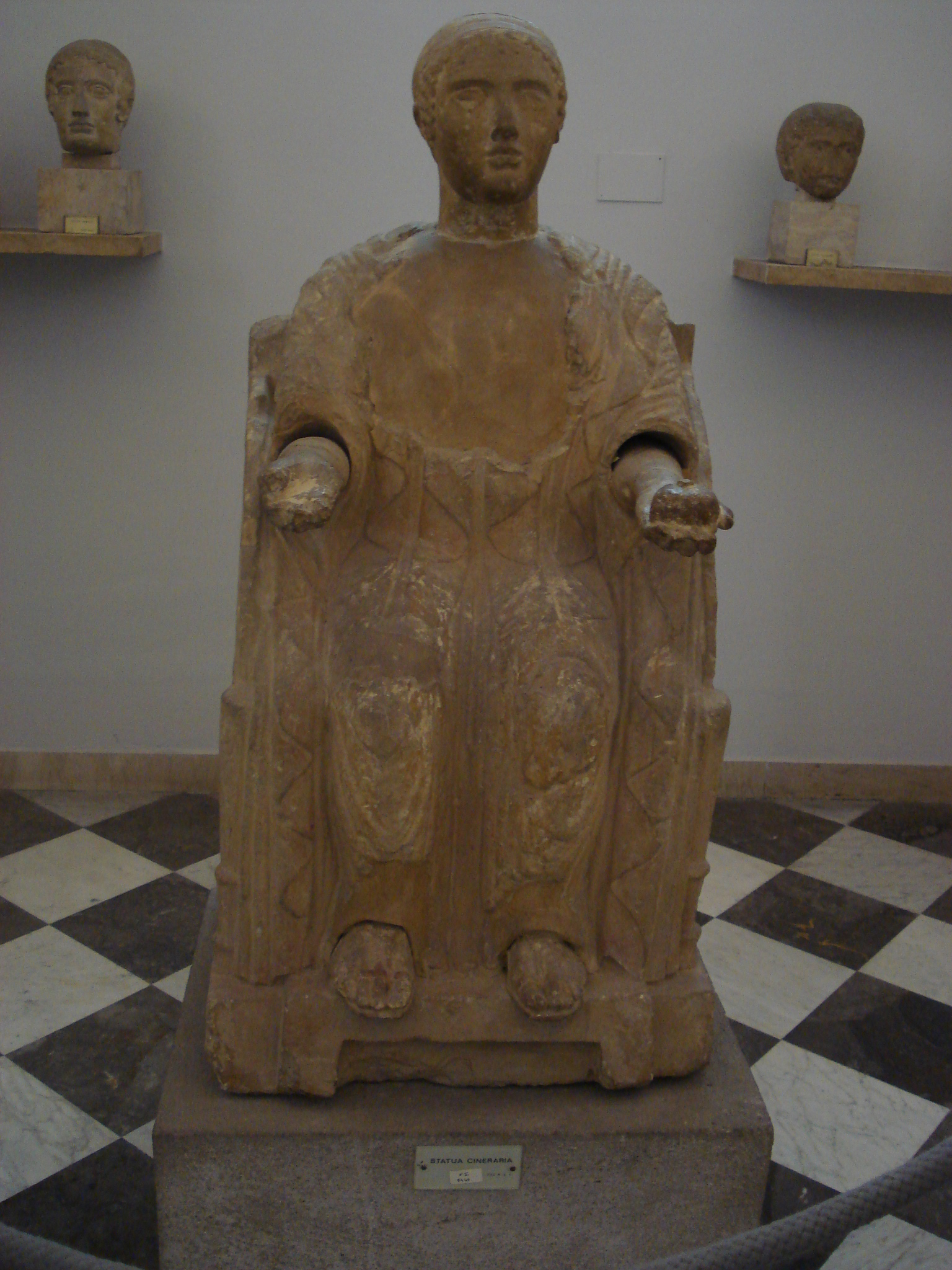
Persefona etruscă sau femeia decedată ținând o rodie. (Muzeul Arheologic din Palermo)
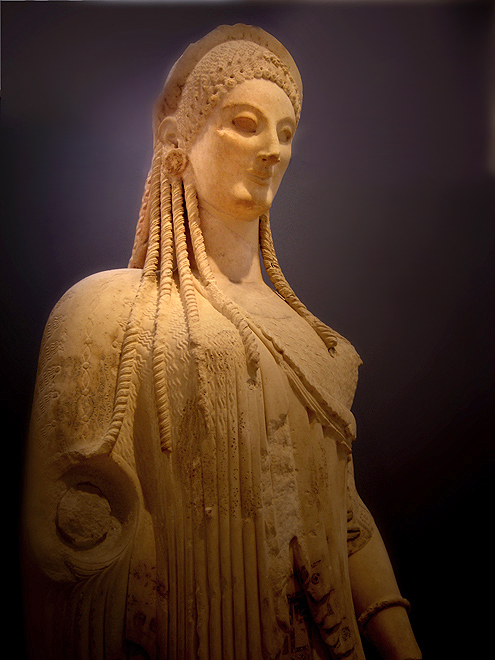
Kore, statuie din marmură (525-500 î.Hr.)
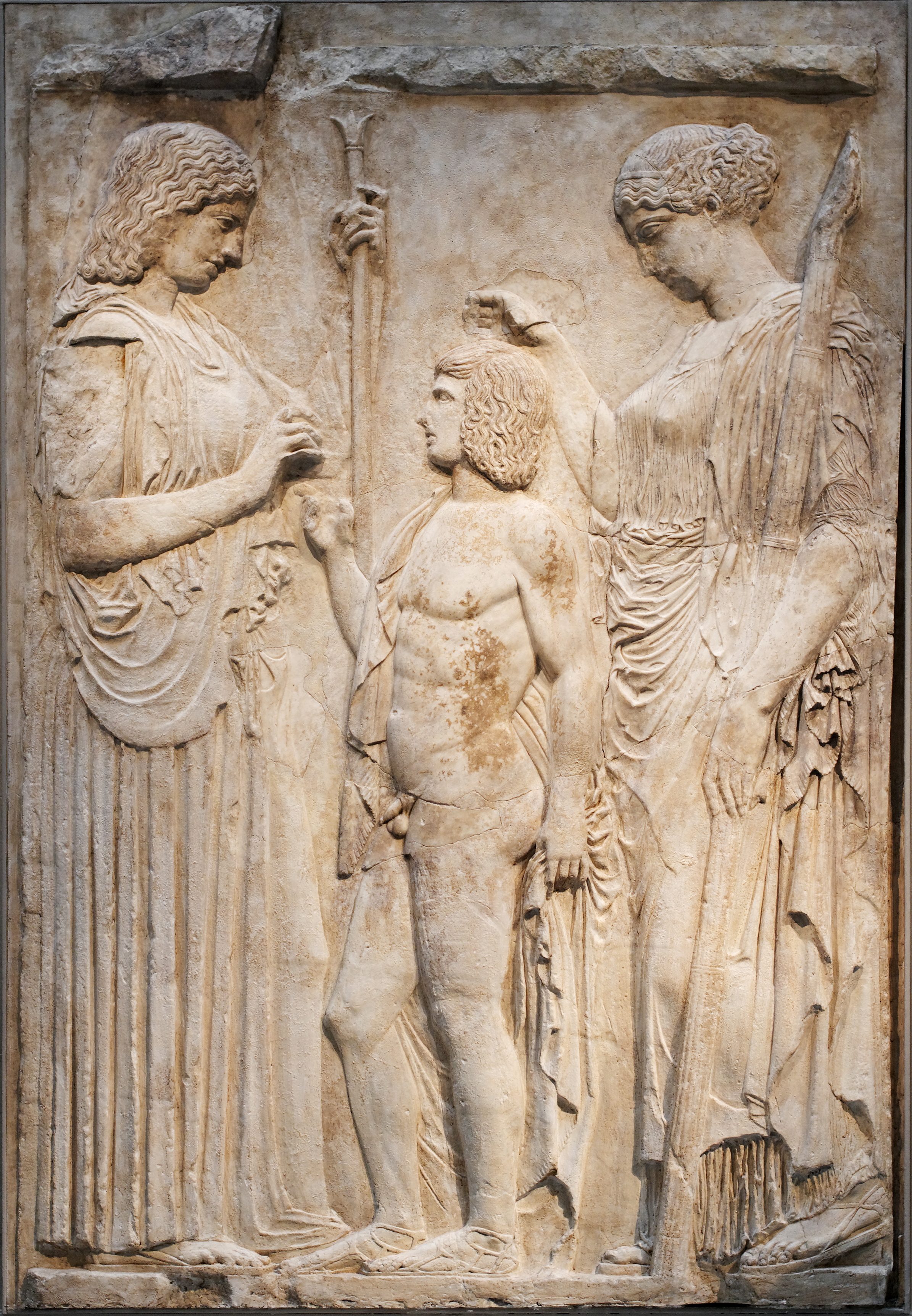
Relief cu Demetra, Triptolem și Persefona (dreapta)
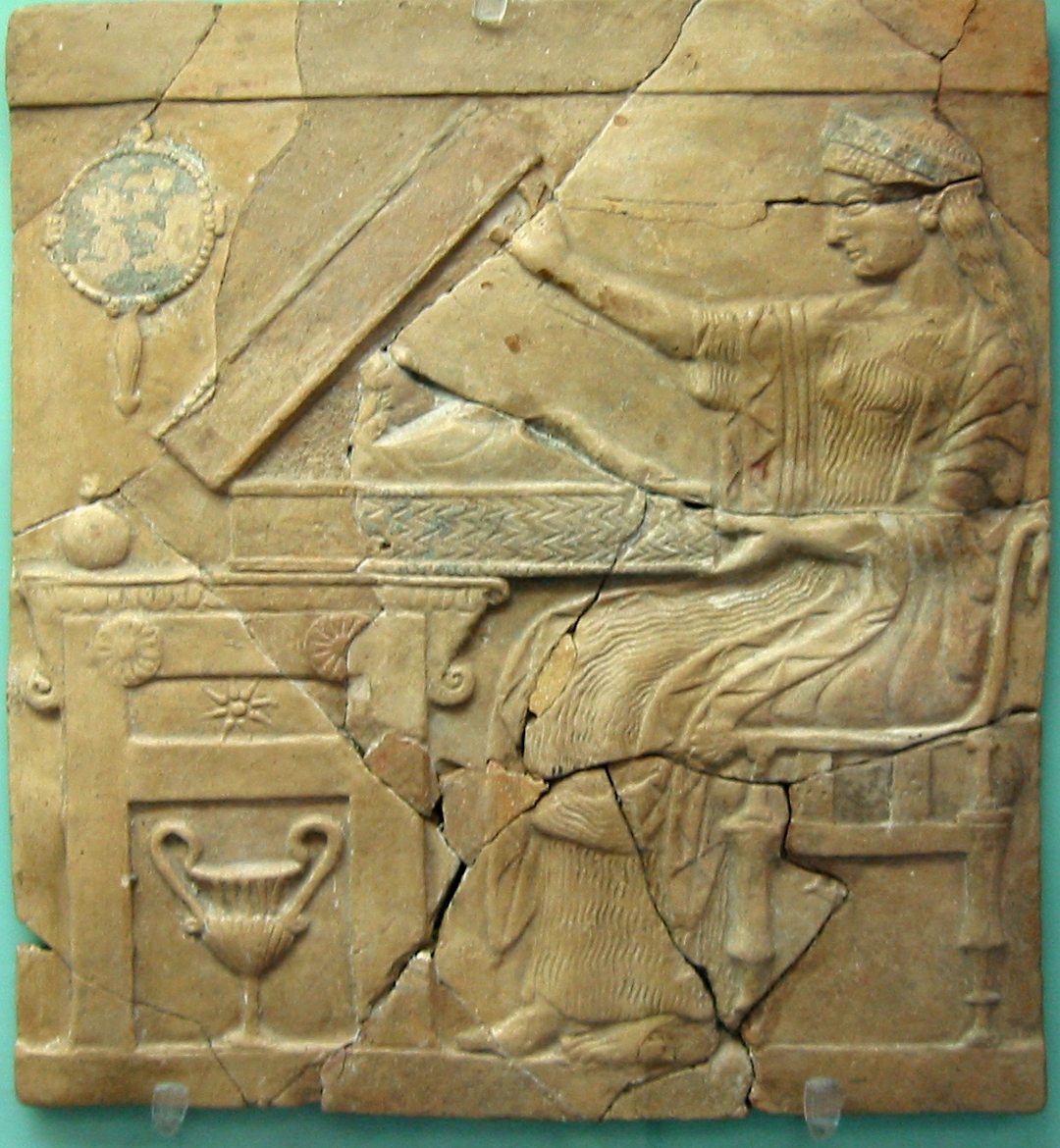
Relief din Locri cu Persefona deschizând Liknon Mystikon, cu Adonis înăuntru.
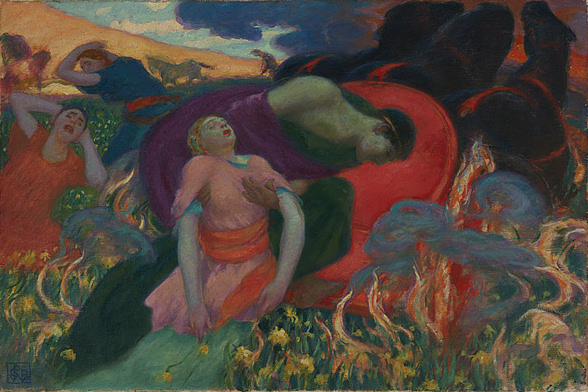
Răpirea Persefonei (1913) de Rupert Bunny